# 1011 км (зупинний пункт)
1011 кіломе́тр — залізничний пасажирський зупинний пункт Луганської дирекції Донецької залізниці.
Розташований за кількасот метрів від села Білоскелювате, Сорокинський район, Луганської області на лінії Кіндрашівська-Нова — Довжанська між станціями Новосвітлівський (13 км) та Сімейкине-Нове (10 км).
Через військову агресію Росії на сході України транспортне сполучення припинене. Лінія не діюча з 2007 року. Лінію в майбутньому передбачено демонтувати.